# Mut zur Katastrophe
Mut zur Katastrophe ist das zweite Studioalbum der deutschen Schlagersängerin Kerstin Ott. Es wurde im 17. August 2018 bei Polydor/Universal Music veröffentlicht.

## Entstehung
Das Album wurde wie der Vorgänger im Team mit den Produzenten Thorsten Brötzmann und Lukas Hainer geschrieben, aufgenommen und produziert.
Der Titel war eine Bauchentscheidung und stand schon vor Beginn der Aufnahmen fest. Auf ihrem zweiten Album wollte die Schlagersängerin sich emotional ein Stück weiter öffnen. Das Titellied widmete sie ihrer Ehepartnerin Karolina Köppen.

## Veröffentlichungen
Zum Zeitpunkt der Veröffentlichung erschien das Album neben der normalen Version auch als Deluxe Edition mit einer Bonus-CD.
Nachdem das Album mit einer Goldenen Schallplatte ausgezeichnet wurde (später folgte noch Platin), wurde es am 8. Februar 2019 mit zwei Bonustiteln neu aufgelegt. Dabei handelte es sich um ein Medley namens Megamix und die Duettversion von Regenbogenfarben mit Helene Fischer.

## Stil
Wie bereits auf dem ersten Album mischt Kerstin Ott Schlager mit Elektronischer Tanzmusik sowie Popmusik und Folk. Auf dem Album wird außerdem vermehrt die Akustikgitarre verwendet. Die Texte behandeln typische Schlagerthemen wie Liebe, Freundschaft und Heimat. Allerdings schreibt sie auch über persönliche Situationen und lebensnahe Themen wie Zukunftsangst. Mit dem Hip-Hop-Lied Lieb mich zurück veröffentlichte sie außerdem ein Rap-Duett mit dem Rapper Chaingeless.
Regenbogenfarben entstand als Duett zusammen mit Helene Fischer und behandelt die Vielfalt sexueller Identitäten. Der Titel bezieht sich auf die Regenbogenfahne, die als Zeichen der Lesben- und Schwulenbewegung gilt.

## Titelliste
| #  | Titel                                         | Autor(en)                                                                             | Produzent(en)                  | Länge |
| -- | --------------------------------------------- | ------------------------------------------------------------------------------------- | ------------------------------ | ----- |
| 1  | Nur einmal noch                               | Thorsten Brötzmann, Lukas Hainer, Kerstin Ott                                         | Thorsten Brötzmann, Roman Lüth | 3:23  |
| 2  | Mut zur Katastrophe                           | Kerstin Ott                                                                           | Slobodan Petrovic jr.          | 3:26  |
| 3  | Ziemlich beste Freunde                        | Thorsten Brötzmann, Lukas Hainer, Kerstin Ott                                         | Thorsten Brötzmann, Roman Lüth | 3:22  |
| 4  | Alles so wie immer                            | Justin Balk, Bernd Klimpel, Kerstin Ott                                               | Thorsten Brötzmann, Roman Lüth | 3:03  |
| 5  | Lichter meiner Stadt                          | Thorsten Brötzmann, Roman Lüth, Lukas Hainer, Kerstin Ott                             | Thorsten Brötzmann, Roman Lüth | 2:58  |
| 6  | Liebeskummer lohnt sich doch                  | Thorsten Brötzmann, Roman Lüth, Lukas Hainer, Kerstin Ott                             | Thorsten Brötzmann, Roman Lüth | 3:17  |
| 7  | Das hast du nicht verdient                    | Thorsten Brötzmann, Lukas Hainer, Kerstin Ott                                         | Thorsten Brötzmann, Roman Lüth | 3:19  |
| 8  | Lieb mich zurück (feat. Chaingeless)          | Thorsten Brötzmann, Lukas Hainer, Kerstin Ott                                         | Thorsten Brötzmann, Roman Lüth | 2:57  |
| 9  | Regenbogenfarben                              | Kraans de Lutin, Jan Niklas Simonsen, Berislaw Audenaerd, Kerstin Ott, Steven Fritsch | Thorsten Brötzmann, Roman Lüth | 3:48  |
| 10 | Sieben Kartons                                | Thorsten Brötzmann, Roman Lüth, Lukas Hainer, Kerstin Ott                             | Thorsten Brötzmann, Roman Lüth | 2:20  |
| 11 | Das macht mal alles ohne mich                 | Thorsten Brötzmann, Roman Lüth, Lukas Hainer, Kerstin Ott                             | Thorsten Brötzmann, Roman Lüth | 2:58  |
| 12 | Stell dir vor                                 | Thorsten Brötzmann, Lukas Hainer, Kerstin Ott                                         | Thorsten Brötzmann, Roman Lüth | 3:19  |
| 13 | Der letzte Weg                                | Thorsten Brötzmann, Lukas Hainer, Kerstin Ott                                         | Thorsten Brötzmann, Roman Lüth | 3:24  |
| 14 | Komm mit                                      | Thorsten Brötzmann, Lukas Hainer, Kerstin Ott                                         | Thorsten Brötzmann, Roman Lüth | 2:51  |
|    | Deluxe Edition (CD 2)                         |                                                                                       |                                |       |
| 15 | Megamix                                       | Thorsten Brötzmann, Lukas Hainer, Kerstin Ott                                         | Thorsten Brötzmann, Roman Lüth | 6:59  |
| 16 | Ziemlich beste Freunde (Akustikversion)       | Thorsten Brötzmann, Lukas Hainer, Kerstin Ott                                         | Thorsten Brötzmann, Roman Lüth | 3:26  |
| 17 | Das hast du nicht verdient (Akustikversion)   | Thorsten Brötzmann, Lukas Hainer, Kerstin Ott                                         | Thorsten Brötzmann, Roman Lüth | 3:20  |
| 18 | Liebeskummer lohnt sich doch (Akustikversion) | Thorsten Brötzmann, Roman Lüth, Lukas Hainer, Kerstin Ott                             | Thorsten Brötzmann, Roman Lüth | 3:19  |
| 19 | Nur einmal noch (Akustikversion)              | Thorsten Brötzmann, Lukas Hainer, Kerstin Ott                                         | Thorsten Brötzmann, Roman Lüth | 3:29  |
| 20 | Luxusproblem                                  | Thorsten Brötzmann, Lukas Hainer, Kerstin Ott                                         | Thorsten Brötzmann, Roman Lüth | 2:41  |
| 21 | Ich wäre gern wie du                          | Thorsten Brötzmann, Roman Lüth Lukas Hainer, Kerstin Ott                              | Thorsten Brötzmann, Roman Lüth | 3:13  |
|    | Gold Edition                                  |                                                                                       |                                |       |
| 15 | Regenbogenfarben (& Helene Fischer)           | Kraans de Lutin, Jan Niklas Simonsen, Berislaw Audenaerd, Kerstin Ott, Steven Fritsch | Thorsten Brötzmann, Roman Lüth | 3:48  |
| 16 | Megamix                                       | Thorsten Brötzmann, Lukas Hainer Kerstin Ott                                          | Thorsten Brötzmann, Roman Lüth | 6:59  |

## Singleauskopplungen
Nachdem die beiden Vorab-Singles Nur einmal noch und Lieb mich zurück die Charts nicht erreichten, wurde ihr Duett Regenbogenfarben mit Helene Fischer nach Die immer lacht und Scheissmelodie zu ihrem dritten großen Hit. Mit mehr als 200.000 Verkäufen erreichte die Single Platinstatus.
| Jahr | Titel            | Höchstplatzierung, Gesamtwochen, AuszeichnungChartplatzierungen (Jahr, Titel, , Platzierungen, Wochen, Auszeichnungen, Anmerkungen) | Höchstplatzierung, Gesamtwochen, AuszeichnungChartplatzierungen (Jahr, Titel, , Platzierungen, Wochen, Auszeichnungen, Anmerkungen) | Höchstplatzierung, Gesamtwochen, AuszeichnungChartplatzierungen (Jahr, Titel, , Platzierungen, Wochen, Auszeichnungen, Anmerkungen) | Anmerkungen |
| Jahr | Titel            | DE | AT | CH | Anmerkungen |
| ---- | ---------------- | --- | --- | --- | --- |
| 2018 | Nur einmal noch  | — | — | — | Erstveröffentlichung: 22. Juni 2018                                                                                     |
| 2018 | Lieb mich zurück | — | — | — | Erstveröffentlichung: 6. Juli 2018 feat. Chaingeless                                                                    |
| 2018 | Regenbogenfarben | DE20 Gold · (39 Wo.)DE | AT23 (26 Wo.)AT | CH19 (9 Wo.)CH | Promoveröffentlichung: 27. Juli 2018 Singleveröffentlichung: 25. Dezember 2018 (mit Helene Fischer) Verkäufe: + 200.000 |

## Kommerzieller Erfolg

### Chartplatzierungen
Mut zur Katastrophe avancierte zum Top-10-Erfolg in Deutschland (Rang 3) und Österreich (Rang 9). In der Schweiz wurde es mit Rang 14 zum Charterfolg. Darüber hinaus erreichte es in Deutschland die Chartspitze der wöchentlichen Schlagercharts sowie ebenfalls die Chartspitze der monatlichen Schlagercharts.
| ChartsChartplatzierungen | Höchstplatzierung | Wochen |
| ------------------------ | ----------------- | ------ |
| Deutschland (GfK)        | 3 (92 Wo.)        | 92     |
| Österreich (Ö3)          | 9 (52 Wo.)        | 52     |
| Schweiz (IFPI)           | 14 (28 Wo.)       | 28     |

### Auszeichnungen für Musikverkäufe
Im September 2021 wurde Mut zur Katastrophe in Deutschland mit einer Zweifachplatin-Schallplatte für über 400.000 und im Januar 2020 in Österreich mit einer Goldenen Schallplatte für über 7.500 verkaufte Einheiten ausgezeichnet.

| Land/Region        | Auszeichnungen für Musikverkäufe (Land/Region, Auszeichnung, Verkäufe) | Verkäufe |
| ------------------ | ---------------------------------------------------------------------- | -------- |
| Deutschland (BVMI) | 2× Platin                                                              | 400.000  |
| Österreich (IFPI)  | Gold                                                                   | 7.500    |
| Insgesamt          | 1× Gold · 2× Platin ·                                                  | 407.500  |

Hauptartikel: Kerstin Ott#Auszeichnungen für Musikverkäufe